# Potok Ciepielowski
Ciepielowski Potok, Potok Czepielowski. – potok, prawy dopływ Ochotnicy.
Potok wypływa na wysokości 869 m ze źródła w należącym do Ochotnicy Górnej osiedlu Studzionki. Spływa w kierunku północno-wschodnim i na wysokości 655 m na osiedlu Czepiele uchodzi do Ochotnicy.
Zlewnia Ciepielowskiego Potoku znajduje się w Paśmie Lubania należącym do Gorców. Obejmuje bezleśne, pokryte polami i zabudowaniami obszary osiedla Studzionki oraz porośnięte lasem zbocza dwóch grzbietów opadających z głównej grani Pasma Lubania. Dolina potoku jest stosunkowo płytko wcięta. Na dnie doliny znajdują się niewielkie obszary pól uprawnych i łąk oraz jedno gospodarstwo (na mapie Geoportalu opisane jako Lipowiec).
Cała zlewnia Ciepielowskiego Potoku znajduje się w granicach wsi Ochotnica Górna w województwie małopolskim, w powiecie nowotarskim, w gminie Ochotnica Dolna.